# سجن تازولت
مؤسسة إعادة التأهيل تازولت المعروفة باسم سجن تازولت (سمّيت سابقًا في فترة الاحتلال الفرنسي بسجن لمبيز، بالفرنسية: Prison de Lambèse) هو أحد أشهر السجون الجزائرية في عهد الاحتلال الفرنسي، مثله مثل سجني سركاجي والحراش بالجزائر العاصمة، وسجن البرواقية .
- يستمد هذا السجن اسمه القديم من الموقع الأثري الروماني القريب منه (Lambaesis). ويقع على بعد حوالي 11 كلم شرقي مدينة باتنة، وقد بني سنة 1854، واستمر إلى ما بعد الاستقلال (1962).
- نفي فيه عدد من أشهر الزعماء الوطنيين الجزائريين ومن بينهم الزعيم مصالي الحاج سنة 1941 وزعيم جمعية العلماء الشيخ العربي التبسي سنة 1943 ... كما سجن فيه عدد من الوطنيين التونسيين، ومن بينهم المختار عطية والباهي الأدغم...
- في 12 أغسطس 2020، حوّل رجل الأعمال علي حداد المحكوم عليه بـ 18 سنة في قضايا الفساد، من سجن الحراش إلى هذا السجن.[1][2]